# Robert Leneveu
Robert Leneveu est un homme politique français né le 7 mai 1865 à Écajeul (Calvados) où il est mort le 8 août 1927.

## Biographie
Il a une carrière administrative dans la préfectorale, d'abord comme sous-préfet de Domfront (1894), de Bernay (1897), de Bayeux (1899), et de Cherbourg (1906). Il est ensuite successivement préfet des Hautes-Alpes (1910) ; préfet de l'Orne  (1911) et préfet de l'Eure (1917). En 1919, il est président de la Société libre d'agriculture, sciences, arts et belles-lettres de l'Eure.
Il est élu en 1920 sénateur de l'Orne. Il siège au groupe de l'Union républicaine et s'intéresse surtout aux débats budgétaires et agricoles. Il est secrétaire du Sénat en 1925. Il meurt subitement, en cours de mandat, en 1927.

## Distinctions
- Chevalier de la Légion d'honneur (1913).

## Sources
- « Robert Leneveu », dans le Dictionnaire des parlementaires français (1889-1940), sous la direction de Jean Jolly, PUF, 1960 [détail de l’édition]